# Liste der Kulturdenkmale in Fridingen an der Donau
In der Liste der Kulturdenkmale in Fridingen an der Donau sind alle Bau- und Kunstdenkmale der Stadt Fridingen an der Donau und ihrer Teilorte verzeichnet, die im „Verzeichnis der unbeweglichen Bau- und Kunstdenkmale und der zu prüfenden Objekte“ des Landesamts für Denkmalpflege Baden-Württemberg verzeichnet sind.
Diese Liste ist nicht rechtsverbindlich. Eine rechtsverbindliche Auskunft ist lediglich auf Anfrage bei der Unteren Denkmalschutzbehörde des Landkreises Tuttlingen erhältlich.

## Allgemein
- Bild: Zeigt ein ausgewähltes Bild aus Commons, „Weitere Bilder“ verweist auf die Bilder im Medienarchiv Wikimedia Commons.
- Bezeichnung: Nennt den Namen, die Bezeichnung oder die Art des Kulturdenkmals.
- Lage: Straßenname und Hausnummer oder Flurstücknummer des Kulturdenkmals, gegebenenfalls auch den Ortsteil. Die Grundsortierung der Liste erfolgt nach dieser Adresse. Der Link (Karte) führt zu verschiedenen Kartendiensten mit der Position des Kulturdenkmals. Fehlt dieser Link, wurden die Koordinaten noch nicht eingetragen. Sind diese bekannt, können sie über ein Tool mit einer Kartenansicht einfach nachgetragen werden. In dieser Kartenansicht sind Kulturdenkmale ohne Koordinaten mit einem roten bzw. orangen Marker dargestellt und können durch Verschieben auf die richtige Position in der Karte mit Koordinaten versehen werden. Kulturdenkmale ohne Bild sind an einem blauen bzw. roten Marker erkennbar.
- Datierung: Baubeginn, Fertigstellung, Datum der Erstnennung oder grobe zeitliche Einordnung entsprechend des Eintrags in der zuständigen Denkmaldatenbank (Landesamt für Denkmalpflege Baden-Württemberg).
- Beschreibung: Kurzcharakteristik des Kulturdenkmals.

## Fridingen an der Donau
| Bild           | Bezeichnung                  | Lage                                   | Datierung | Beschreibung              | ID |
| -------------- | ---------------------------- | -------------------------------------- | --------- | ------------------------- | -- |
| Weitere Bilder | Gasthaus Scharfeck           | Fridingen, Am Oberen Tor 3 (Karte)     |           | Geschützt nach § 12 DSchG |    |
|                | Einhaus                      | Fridingen, Am Oberen Tor 5 (Karte)     |           | Geschützt nach § 2 DSchG  | BW |
|                | Einhaus                      | Fridingen, Am Oberen Tor 6 (Karte)     |           | Geschützt nach § 2 DSchG  | BW |
|                | Einhaus                      | Fridingen, Am Oberen Tor 7 (Karte)     |           | Geschützt nach § 2 DSchG  | BW |
|                | Einhaus                      | Fridingen, Am Unteren Tor 1 (Karte)    |           | Geschützt nach § 2 DSchG  |    |
|                | Einhaus                      | Fridingen, Am Unteren Tor 2 (Karte)    |           | Geschützt nach § 2 DSchG  | BW |
|                | Kaplanei                     | Fridingen, Am Unteren Tor 3 (Karte)    |           | Geschützt nach § 2 DSchG  | BW |
|                | Leo-Hans-Haus                | Fridingen, Am Unteren Tor 6 (Karte)    |           | Geschützt nach § 2 DSchG  | BW |
|                | Einhaus                      | Fridingen, Hintere Gasse 2 (Karte)     |           | Geschützt nach § 2 DSchG  |    |
|                | Einhaus                      | Fridingen, Hintere Gasse 8 (Karte)     |           | Geschützt nach § 2 DSchG  | BW |
|                | Einhaus                      | Fridingen, Hintere Gasse 10 (Karte)    |           | Geschützt nach § 2 DSchG  | BW |
|                | Einhaus                      | Fridingen, Hintere Gasse 18 (Karte)    |           | Geschützt nach § 2 DSchG  | BW |
|                | Einhaus                      | Fridingen, Hintere Gasse 20 (Karte)    |           | Geschützt nach § 2 DSchG  |    |
| Weitere Bilder | Kath. Pfarrkirche St. Martin | Fridingen, Kirchplatz 1 (Karte)        |           | Geschützt nach § 2 DSchG  |    |
|                | Rathaus                      | Fridingen, Kirchplatz 2 (Karte)        |           | Geschützt nach § 2 DSchG  |    |
|                | Pfarrhaus                    | Fridingen, Kirchplatz 3 (Karte)        |           | Geschützt nach § 2 DSchG  | BW |
|                | Einhaus                      | Fridingen, Litschenberg 3 (Karte)      |           | Geschützt nach § 2 DSchG  | BW |
|                | Gasthaus Ochsen              | Fridingen, Mittlere Gasse 8 (Karte)    |           | Geschützt nach § 2 DSchG  |    |
|                | Einhaus                      | Fridingen, Mittlere Gasse 13 (Karte)   |           | Geschützt nach § 2 DSchG  | BW |
|                | Einhaus                      | Fridingen, Mittlere Gasse 15 (Karte)   |           | Geschützt nach § 2 DSchG  | BW |
|                | Einhaus                      | Fridingen, Mittlere Gasse 17 (Karte)   |           | Geschützt nach § 2 DSchG  | BW |
|                | Einhaus                      | Fridingen, Mittlere Gasse 19 (Karte)   |           | Geschützt nach § 2 DSchG  | BW |
|                | Einhaus                      | Fridingen, Schlossgasse 1 (Karte)      |           | Geschützt nach § 2 DSchG  | BW |
|                | Einhaus                      | Fridingen, Schlossgasse 2 (Karte)      |           | Geschützt nach § 2 DSchG  | BW |
|                | Einhaus                      | Fridingen, Schlossgasse 4 (Karte)      |           | Geschützt nach § 2 DSchG  | BW |
| Weitere Bilder | Ifflinger Schloss            | Fridingen, Schlossgasse 20 (Karte)     |           | Geschützt nach § 12 DSchG |    |
|                | Einhaus                      | Fridingen, Schlossgasse 24 (Karte)     |           | Geschützt nach § 2 DSchG  | BW |
|                | Einhaus                      | Fridingen, Schlossgasse 26 (Karte)     |           | Geschützt nach § 2 DSchG  | BW |
|                | Einhaus                      | Fridingen, Schlossgasse 28 (Karte)     |           | Geschützt nach § 2 DSchG  | BW |
|                | Stadtbefestigung             | Fridingen                              |           | Geschützt nach § 2 DSchG  |    |
|                | Einhaus                      | Fridingen, Zehntscheuergasse 1 (Karte) |           | Geschützt nach § 2 DSchG  |    |
|                | Einhaus                      | Fridingen, Zehntscheuergasse 2 (Karte) |           | Geschützt nach § 2 DSchG  |    |
|                | Zehntscheune                 | Fridingen, Zehntscheuergasse 4 (Karte) |           | Geschützt nach § 2 DSchG  |    |
|                | Einhaus                      | Fridingen, Zehntscheuergasse 6 (Karte) |           | Geschützt nach § 2 DSchG  |    |